# Hälleflundra
Hälleflundran (Hippoglossus hippoglossus) är en mycket stor plattfisk i familjen flundrefiskar (Pleuronectidae).

## Utseende
Hälleflundran är den största plattfisken i Atlanten och en av de största plattfiskarna i världen. Idag uppnår den en längd upp till 3,5 meter och en vikt av 325 kilogram. Tidigare, när fisketrycket var mindre, kunde den nå en längd av upp mot 4,7 meter. Till färgen är de äldre på översidan mycket mörkt olivgröna eller nästan svarta och på undersidan är de vita. 

## Utbredning
Den förekommer i norra Atlantens tempererade vatten, från Labradorhalvön och Grönland till Island, Barents hav och så långt söderut som Biscayabukten. Den förekommer längs Norges kuster och i Nordsjön, Kattegatt och Öresund samt endast tillfälligt i södra Östersjön.

## Ekologi
Hälleflundran förekommer främst i den bentiska zonen och är semipelagisk. Den uppehåller sig på djup mellan 50 och 1 800 meter, men går även upp på grundare vatten för att söka föda. Flundran lever i närheten av sand-, grus- eller lerbotten. Födan består huvudsakligen av fiskar, men även av bläckfisk, hummer och andra kräftdjur samt blötdjur och andra ryggradslösa bottenlevande djur. Det finns observationer av att även havsfåglar har tagits vid enstaka tillfällen. Den är en av de största äkta benfiskarna (Teleostei) i världen. De är kraftfulla simmare och förflyttar sig långa sträckor. Deras storlek är inte åldersrelaterad utan relaterar till tillgång på föda, konkurrens och mängden hälleflundror.
Leken sker vintertid på 300 till 900 meters djup, där honan, beroende på storleken, kan lägga upp till 3 miljoner ägg. Även ynglen lever pelagiskt. Den kan bli upp till 50 år gammal.

## Hälleflundran och människan

### Som mat
Hälleflundran är en av de mest populära matfiskarna. Kokt hälleflundra med riven pepparrot, kokta ärtor och skirat smör är en stor delikatess. Hälleflundrans kilopris har länge varit högt och låg länge i slutet på 1900-talet i paritet med oxfilé. Därför var hälleflundra en vanlig rätt på lyxkrogar men utfiskningen har gjort den till sällsynt på krogmenyerna.  De torkade fenorna anses i Norge som en läckerhet och kallas rav, buken och de fetare styckena invid fenorna skärs i remsor och kallas räkling.

### Namn
Hälleflundran kallades förr helgeflundra eller "helig flundra" på grund av att den tidigare var en omtyckt maträtt under fastan, då kött var förbjudet.

### Sportfiske
Hälleflundran är en populär fisk för sportfiskare. Vanliga beten är jigg, torsk eller gråsej. Rekordet är 2,5 meter, 245 kilo; den drogs upp utanför Senja, Norge den 30 september 2011 av tysken Reinhard Wuhrmann tillsammans med Ulrich Alstetter.

### Status och hot
Hälleflundran kategoriseras som nära hotad (NT). Enligt Världsnaturfondens rekommendationer bör den inte konsumeras eftersom den är kraftigt överfiskad. Det finns odlad hälleflundra som utgör ett något bättre alternativ. Långsam tillväxt och sen könsmognad gör att bestånden återhämtar sig långsamt och är mycket känsliga för överfiskning.

## Rekord
Bosse Carlsson (född 1950) från Bengtsfors i Dalsland, placerade sig 2009 i Guinness rekordbok genom att den 6 augusti, tillsammans med kamraten Hans-Olov Nilsson, fånga en hälleflundra på 211,5 kilo i Helnessund, utanför Bodø i Nordnorge. Ett då nytt världsrekord. Det tog dem två och en halv timme att få upp jättefisken som var 268 centimeter lång och 200 cm i omkrets.
Den största hälleflundran som fångats i svenska vatten vägde 111,3 kg med en längd på 204 cm. Det exemplaret fångades på spö i Skagerrak 21 juli 2013.